# Хорошо это или плохо
«Хорошо это или плохо» — американский комедийно-драматический телевизионный сериал, созданный Тайлером Перри, выступившим автором идеи, сценаристом, режиссёром и продюсером. Шоу основано на самостоятельном художественном фильме Перри «Зачем мы женимся?» 2007 года и его продолжении «Зачем мы женимся снова?» 2010 года. Премьера состоялась на телеканале TBS 25 ноября 2011 года. Руководствуясь комическими мотивами, основная линия сюжета строится вокруг семейных пар: Маркуса и Анжелы, Джозефа и Лесли, и Ричарда и Кейшы, которые на различных этапах своих взаимоотношений постигают взлеты и падения.

## История создания и основной сюжет
Кабельный телеканал TBS объявил анонс к новому шоу Тайлера Перри 26 апреля 2011 года, в тот же день, когда было объявлено о завершении съёмок другого проекта «Дом семейства Пэйн» после восьми сезонов его показа. В отличие от предшествующих телевизионных шоу Перри, «Дом семейства Пэйн» и «Знакомство с Браунами», которые ориентированы на институт семьи, «Хорошо это или плохо» создаётся, прежде всего, для молодой целевой аудитории. Премьерный показ первых эпизодов довольно быстро позволил этому шоу забраться на вершины рейтингов, заняв первую строчку среди остальных шоу кабельных сетей вещания в ноябре 2011 года. Так, первые серии посмотрело свыше 3,3 миллионов зрителей.
В феврале 2012 года TBS объявил о тридцати пяти эпизодах второго сезона, премьера которого состоялась 13 июля 2012 года, с количеством зрителей свыше 2,9 миллионов. Сериал по-прежнему занимал верхние строчки рейтингов в сетке кабельных телеканалов, а также занял первое место среди комедийных проектов, посвящённых жизни среднего афро-американского населения.
Год спустя, 20 февраля 2013 года, было объявлено, что TBS решил не продлевать серии, а, Опра Уинфри, владея собственным кабельным телеканалом OWN, подписала контракт с Тайлером Перри и его студией Tyler Perry Studios на производство третьего сезона. Его премьера состоялась 18 сентября 2013 года.

## В ролях
- Таша Смит (Анжела Уильямс) — успешная и богатая собственница парикмахерской «Lady Angie», выросла и обучалась в Нью-Джерси, имеет степень в области химии
- Майкл Джей Уайт (Маркус Уильямс) — муж Анжелы, бывший профессиональный футболист, имеет собственное спортивное шоу на телевидении под названием «C-Sports Now»
- Джейсон Олив (Джозеф) — партнёр Маркуса по шоу, его лучший друг со времён колледжа, а также бывший бой-френд Лесли
- Кристл Стюарт (Лесли) — лучшая давняя подруга Анжелы, агент по недвижимости, бывшая подружка Джозефа
- Кент Фалкон (Ричард Эллингтон) — партнёр Маркуса по телешоу, финансовый директор шоу, друг Маркуса со времён колледжа, бывший игрок в бейсбол, встречается с Кейшой, матерью их общего ребёнка с Маркусом
- Коко Браун (Дженнифер) — весёлая подруга Анжелы, стилист в её парикмахерской, мать двоих детей. Находится в рискованном положении быть ВИЧ-инфицированной
- Бобби Дж. Томпсон (Маркус Уильямс-младший) — сын Маркуса и Анжелы
- Брэд Джеймс (Тодд) — стажёр в шоу «C-Sports Now»
- Чандра Каррелли (Мисс V.) — экономка и помощница в доме Маркуса и Анжелы
- Бобби Кристина Браун (Тина) — дочь Дженнифер подросткового возраста
- КиКи Хэйнс (Кейша) (сезон 1-2) — мать ребёнка Маркуса, встречается с Ричардом Эллингтоном, имеет степень в области бухгалтерского учёта
- Тека Брэндон (Доминик Уильямс) — дочь Кейши
- Седрик Стюарт (Тирик) — подрядчик, старая любовь Анжелы со времён колледжа

## Сезоны
| Сезон | Сезон           | Эпизоды | Время показа     | Время показа    |
| Сезон | Сезон           | Эпизоды | Премьера показа  | Финал показа    |
| ----- | --------------- | ------- | ---------------- | --------------- |
|       | Сезон 1 (2011)  | 10      | 25 ноября 2011   | 23 декабря 2011 |
|       | Сезон 2 (2012)  | 35      | 13 июля 2012     | 7 декабря 2012  |
|       | Сезон 3 (2013—) | —       | 18 сентября 2013 |                 |

## Критика и отзывы
Сериал получил смешанные отзывы от критиков. Бостонский еженедельник «Boston Herald» назвал шоу «С большим количеством мыла, нежели комедии, словно высококлассный сериал прошлого «Династия» скрестили с «Кто боится Вирджинии Вульф». Это сбивает вас с бодрящей дозы к обиде и ярости персонажей».